# Конгресс Мексики
Генеральный Конгресс Мексиканских Соединенных Штатов (исп. Congreso General de los Estados Unidos Mexicanos) — представительный орган и носитель законодательной власти (парламент) Мексики.

## Структура и формирование
Согласно Конституции Конгресс состоит из двух палат. Нижняя палата, или Палата депутатов (исп. Cámara de Diputados), состоит из 500 членов. Избиратели выбирают депутатов на трёхлетний срок на основе всеобщего избирательного права. Из 500 депутатов 300 человек выбираются по одномандатным избирательным округам; остальные 200 человек — на основе пропорционального представительства. Верхняя палата, или Сенат (исп. Cámara de Senadores/Senado), состоит из 128 членов, по 4 члена от каждого штата и федерального столичного округа, избираемых прямым всеобщим голосованием на шестилетний срок, с полной ротацией его членов каждые шесть лет.

## Компетенция
Главная функция Конгресса состоит в принятии законов и декретов по вопросам, отнесённым к компетенции Федерации. Право законодательных инициатив принадлежат Президенту, депутатам и сенаторам, законодательным органам штатов.
Сессия Конгресса проводится ежегодно с 1 сентября по 31 декабря. Во время перерыва в работе парламента законодательные полномочия принадлежат постоянной комиссии, назначаемой обеими палатами. Перевыборы на все государственные посты, в том числе в обе палаты Конгресса, запрещены конституцией.
Любые проекты законов и декретов, обсуждение которых не входит в исключительную компетенцию той или иной палаты, обсуждаются в обеих палатах. После одобрения законопроекта палатой, в которую он был внесён, он направляется для обсуждения в другую палату. Если последняя его одобрит, он направляется исполнительной власти, которая при отсутствии возражений немедленно опубликовывает его. В случае отклонения закона исполнительной властью полностью или частично, он направляется в палату, от которой исходил. Если при вторичном рассмотрении проект последовательно наберёт в каждой из палат 2/3 от общего числа голосов, он становится законом или декретом и направляется исполнительной власти для промульгации.
Если закон или декрет были полностью отклонены какой-либо из палат, они возвращаются в палату, от которой исходила инициатива, вместе с соответствующими замечаниями. В случае, если проект принимается абсолютным большинством присутствующих членов этой палаты, он вновь передается в отклонившую его палату. И, после того как законопроект будет там одобрен таким же большинством голосов, он направляется исполнительной власти. При отсутствии же одобрения второй палаты, проект не сможет быть внесен на рассмотрение в течение той же сессии.
В 1993 году была принята поправка к конституции, исключающая т. н. «пункт подчинённости», согласно которому, партия набравшая 35 % голосов по всей стране, автоматически получает большинство мест в палате депутатов. Эта поправка не позволяет ни одной из партий получить более 315 мест в нижней палате. Поправки к конституции принимаются при одобрении их не менее 325 депутатами. Таким образом ни одна из партий сама по себе не может вносить поправки в основной закон страны.
Конгресс также уполномочен принимать в состав Федерации новые штаты, образовывать новые штаты, устанавливать налоги, определять принципы, на основе которых исполнительная власть может выпускать займы, объявлять войну, объявлять амнистию осуждённым.
Палата представителей имеет полномочия утверждать федеральный бюджет, наблюдать за точным исполнением ведомством Контролёра казначейства своих функций, назначать руководителей и других служащих ведомства Контролёра казначейства, рассматривать обвинения, предъявляемые государственным должностным лицам, указанным в Конституции одобрять назначения членов Высокого Суда Федерального округа, предоставляемые Президентом, или отказывать в таком назначении.
В исключительную компетенцию Сената входят такие пункты, как анализ внешней политики, утверждение международных договоров и дипломатических соглашений, заключаемых федеральной исполнительной властью, уполномочивание президента направлять национальные войска за пределы территории страны и др.
Обе палаты имеют право создавать комиссии для расследования деятельности федеральных министерств, административных департаментов и предприятий с преобладающим государственным участием.

## Партийный состав
| Партии | Партии                               | Кол. мест |
| ------ | ------------------------------------ | --------- |
|        | Институционно-революционная партия   | 212       |
|        | Партия национального действия        | 114       |
|        | Партия демократической революции     | 104       |
|        | Зелёная экологическая партия Мексики | 29        |
|        | Партия труда                         | 15        |
|        | Гражданское движение                 | 16        |
|        | Партия нового альянса                | 10        |
|        | Беспартийные депутаты                | 0         |
| Всего  | Всего                                | 500       |

| Партии | Партии                               | Кол. мест |
| ------ | ------------------------------------ | --------- |
|        | Институционно-революционная партия   | 52        |
|        | Партия национального действия        | 38        |
|        | Партия демократической революции     | 22        |
|        | Зелёная экологическая партия Мексики | 9         |
|        | Партия труда                         | 4         |
|        | Гражданское движение                 | 2         |
|        | Партия нового альянса                | 1         |
|        | Беспартийные сенаторы                | 0         |
| Всего  | Всего                                | 128       |

Также, согласно разделу XII части 1 статьи 6 Регламента Палаты депутатов, депутаты имеют возможность выходить из фракций (в составе которых они были выбраны) и вступать в другие фракции, в согласии с их (фракций) уставами: «Serán derechos de los diputados y diputadas:… Formar parte de un Grupo o separarse de él, de acuerdo a sus ordenamiento».